# 베이스 점핑
베이스 점핑(영어: BASE jumping)은 지상에 있는 건물이나 절벽 등 높은 곳에서 낙하산으로 강하하는 스포츠이다. 비행기에서 뛰어 스카이다이빙과 비교하여 매우 위험하며 익스트림 스포츠의 하나로 분류되고 그 중에서도 가장 위험한 것으로 알려져있다.

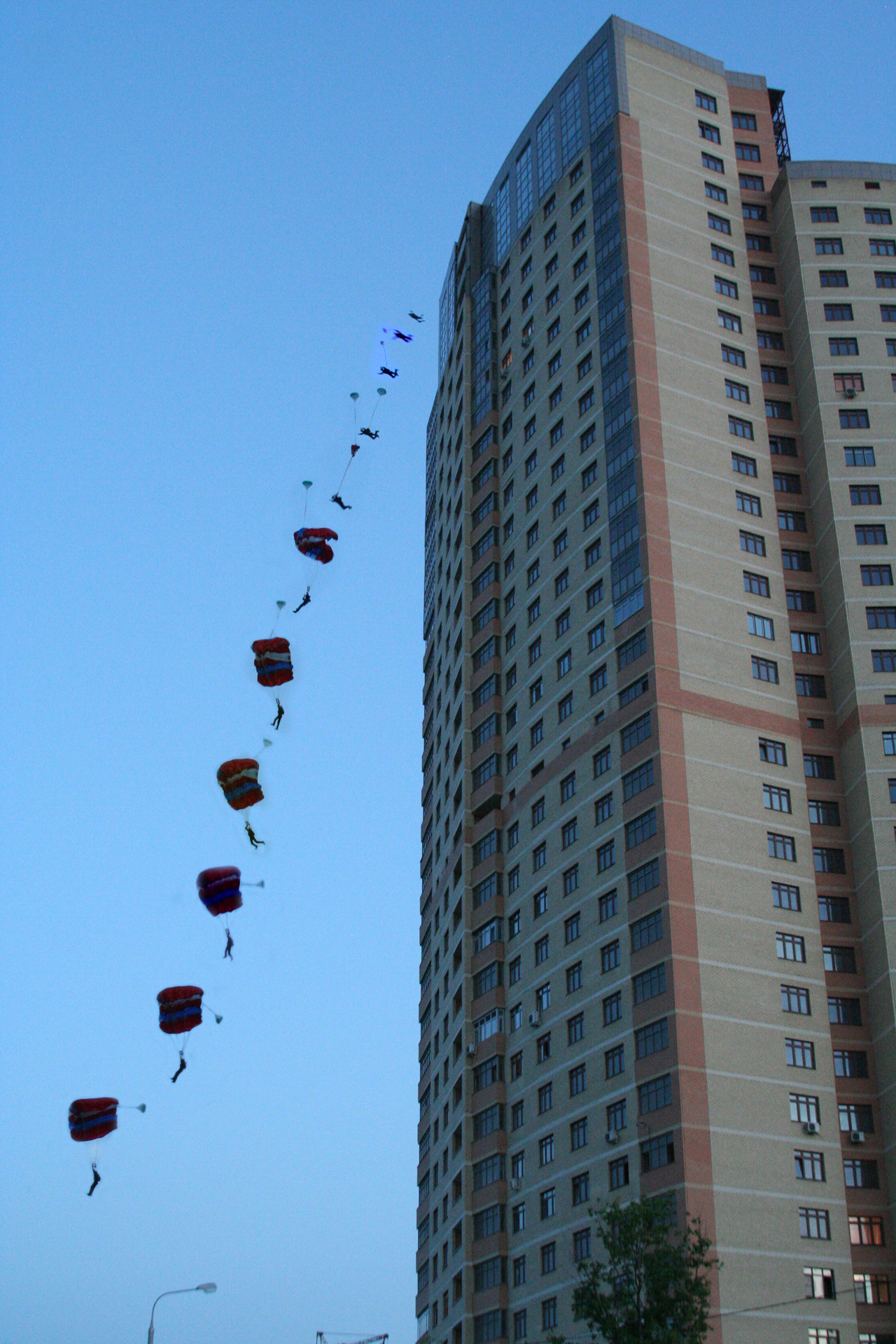
(건축물) 베이스 점핑

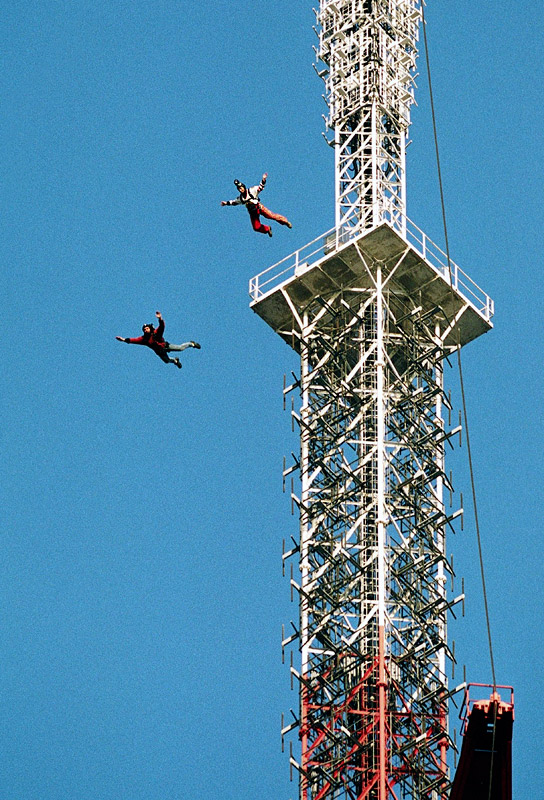
베이스 점핑

- B는 Building (건축물)

- A는 Antenna (안테나)

- S는 Span (교량)
- E는 Earth (절벽)